# Tårtgeneralen (film)
Tårtgeneralen är en svensk dramakomedi från 2018 med Mikael Persbrandt, Helena Bergström och Tomas von Brömssen med flera. För regin stod Filip Hammar och Fredrik Wikingsson som även står bakom boken med samma namn.

## Handling
Året är 1985 och i Sveriges Televisions tv-program Rekordmagazinet utses Köping till Sveriges tråkigaste stad. Medan bygden lamslås och ett helt land skrattar bestämmer sig Hasse P för att motbevisa "Stockholmsjävlarna" genom att låta bygga världens längsta smörgåstårta som ska sätta stan på kartan.
Hasse P övertalar ägarna till ett lokalt konditori att baka smörgåstårtan, medan han själv ska marknadsföra evenemanget och sälja biljetter. Dock visar sig ganska snart att Hasse P får svårt att uppfylla sin del av avtalet eftersom han mest är känd som det lokala fyllot med inte alls för bra rykte och lyckad affärshistorik i bagaget. Som en sidostory är det så att konditorn (spelad av Tomas von Brömsen) har dragit sig tillbaka från verkligheten på grund av sorg, medan hans son och dotter driver företaget vidare. Under resans gång lyckas de övertala honom att bryta isoleringen och bli delaktig i tårtprojektet.
Filip Hammars barndom skildras också i filmen. Hans far beskrivs som en kärleksfull men opraktisk frankofil.

## Om filmen
Filmen hade Sverigepremiär den 7 mars 2018.  och handlar om händelser som skedde i Köping under våren 1985. Den är baserad på Hammar och Wikingssons bok Tårtgeneralen som kom ut 2009. Det var Filip Hammar och Fredrik Wikingsson själva som stod för regin.
Från början var det tänkt att Robert Gustafsson skulle ha huvudrollen som karaktären Hasse P men i maj 2017 hoppade han av filmen och ersattes av Mikael Persbrandt.
Inspelningen var först planerad att äga rum under våren 2016 men flyttades fram till sommaren 2017.

## Rollista
- Mikael Persbrandt – Hasse P
- Helena Bergström – Dyr-Gunilla
- Agnes Lindström Bolmgren – Åsa Sjöman
- Tomas von Brömssen – Ivar Sjöman
- Jens Ohlin – Lars Hammar
- Joel Wallón – Pelle Sjöman
- Cecilia Frode – Ulrika Lütsche
- Elina du Rietz – Agnetha Berg
- Timothy Earle – Ian Richards
- Jesper Barkselius – Birger Sjöberg
- Jan Mybrand – helikopterpilot
- Ben Lundqvist – lilla Filip Hammar
- Ulrica Sandell – Tiina Hammar
- Sara Breznik – Linda Hammar
- Peter Apelgren – Disco-Peter
- Anki Larsson – Ingrid
- Dee Ayuba – Jerry Baskerville
- Andreas Trygg – sig själv
- Lennye Osbeck – sig själv
- Billy Tang – Kinakrögaren